# Tonny Vermeulen
Tonny Vermeulen es una deportista neerlandesa que compitió en vela en la clase 470. Ganó dos medallas en el Campeonato Mundial de 470, plata en 1985 y bronce en 1986.

## Palmarés internacional
| \| Campeonato Mundial \| Campeonato Mundial \| Campeonato Mundial \| Campeonato Mundial \| \| Año \| Lugar \| Medalla \| Clase \| \| ------------------ \| -------------------------- \| ------------------ \| ------------------ \| \| 1985 \| Marina di Carrara (Italia) \| Medalla de plata \| 470 \| \| 1986 \| Salou (España) \| Medalla de bronce \| 470 \| |                            |                   |       |
| Campeonato Mundial |                            |                   |       |
| Año | Lugar                      | Medalla           | Clase |
| 1985 | Marina di Carrara (Italia) | Medalla de plata  | 470   |
| 1986 | Salou (España)             | Medalla de bronce | 470   |